# Operación Karbala 10
La Operación Karbala 10 fue una ofensiva de Irán y los rebeldes kurdos en Irak durante la Guerra Irán-Irak en mayo de 1987. 
A causa de que allí fue apenas un movimiento en el frente sur los iraníes decidieron quebrar todo esfuerzo a través del frente norte en el Kurdistán iraquí. Romperían las líneas de defensa iraquíes y rodearían a la guarnición de Mawat. A pesar de que peligraban los campos petroleros de Kirkuk y el oleoducto a Turquía los iraníes estaban mucho más lejos de eso.
En april de 1987 2,000 Peshmergas kurdos atacaron la ciudad de Suleimaniya importante para el arribo de fuerzas iraníes que tomaron control de la ciudad.